# Малчев
Малчев (пол. Małczew) — село в Польщі, у гміні Бжезіни Бжезінського повіту Лодзинського воєводства.
Населення — 222 особи (2011).
У 1975-1998 роках село належало до Скерневицького воєводства.

## Демографія
Демографічна структура станом на 31 березня 2011 року:
|          | Загалом | Допрацездатний вік | Працездатний вік | Постпрацездатний вік |
| -------- | ------- | ------------------ | ---------------- | -------------------- |
| Чоловіки | 111     | 28                 | 69               | 14                   |
| Жінки    | 111     | 28                 | 56               | 27                   |
| Разом    | 222     | 56                 | 125              | 41                   |